# Taimyra
Die Taimyra (russisch Таймыра; auch Taimyr genannt), bestehend aus Oberer Taimyra (567 km lang) und Unterer Taimyra (187 km), ist ein 840 km (ohne die Fließstrecke im Taimyrsee 754 km) langer Strom und zugleich Zufluss der Karasee (Nordpolarmeer) auf der Taimyrhalbinsel, jeweils im Norden der Region Krasnojarsk, von Sibirien und des asiatischen Teils von Russland.

## Obere Taimyra
Gewässerkennzahl (GKZ): 17030000112116100143165

### Verlauf
Als Obere Taimyra (Верхняя Таймыра; Werchnjaja Taimyra), die 499 km und zusammen mit einem ihrer jeweils rund 68 km langen Quellflüsse 567 km lang ist, entsteht der Fluss etwa 850 km nördlich des nördlichen Polarkreises im Mittelteil des bis 1125 m hohen Byrrangagebirges aus der Vereinigung zweier Quellflüsse: Erster Kopf der Taimyra (Первая Голова Таймыры; Perwaja Golowa Taimyry) linksseitig und Zweiter Kopf der Taimyra (Вторая Голова Таймыры, Wtoraja Golowa Taimyry) rechtsseitig. Von dort fließt er anfangs, das Gebirge verlassend und dabei schnell an Höhe verlierend, nach Südsüdwesten, um sich dann in der Taimyrsenke, dem Mittelteil des Nordsibirischen Tieflands, erst nach Osten und dann nach Nordosten zu wenden und in den großen Taimyrsee einzufließen.

### Einzugsgebiet und Zuflüsse
Das Einzugsgebiet der Oberen Taimyra ist etwa 50.400 km² groß. Zu den Zuflüssen der Oberen Taimyra gehören: Ajatari, Luktach, Gorbita, Logata (von rechts) sowie Kyida, Deptumala, Fadjukuda, Große Bootankaga (links). Zudem münden innerhalb des Taimyrsees Bikada-Nguoma, Jamutarida, Kalamissamo, Ledjanaja, Olenja, Sapadnaja und Ugolnaja ein.

## Untere Taimyra
Gewässerkennzahl (GKZ): 17030000112116100139625

### Verlauf
Als Untere Taimyra (Нижняя Таймыра; Nischnjaja Taimyra), die 187 km lang ist, verlässt der Fluss etwa 960 km nördlich des nördlichen Polarkreises den Taimyrsee, in dem er 86 km Fließstrecke zurückgelegt hat, am Nordende des Nordwestarms, um kurz darauf durch den kleinen Engelhardtsee zu fließen. Dabei durchquert er, etwas nordwärts fließend, das Byrrangagebirge und danach das Tiefland im Norden der Taimyrhalbinsel, um dann in den Taimyrgolf im Ostteil der Karasee, eines Randmeers des Nordpolarmeers, zu münden.

### Einzugsgebiet und Zuflüsse
Das Einzugsgebiet der Unteren Taimyra ist ohne das der Oberen Taimyra etwa 73.600 km² und mit jenem der Oberen Taimyra rund 124.000 km² groß. Zu den Nebenflüssen der Unteren Taimyra gehören Trautfetter von rechts und Schrenk von links, wobei letzterer von der Mamonta (Mammutfluss) gespeist wird. Zudem münden in den auf Landkarten meist schon als Untere Taimyra bezeichneten äußersten Nordwestteil des Taimyrsees Tschornyje Jary und Sewernaja ein.

## Klima, Hydrologie, Flora und Fauna
Die Taimyra ist etwa von Mitte September bis Juni von Eis bedeckt. Wenn im Sommer der Permafrostboden antaut und Eis und Schnee schmelzen, entstehen oft starke Hochwasser. Der mittlere jährliche Abfluss (MQ) liegt bei 1.220 m³/s.
Die durch die Tundra mit typischer Vegetation aus Moosen und Flechten verlaufende Taimyra ist fischreich und Lebensraum unter anderem von Kleinen Maränen und Omulen.

## Geschichte
Von Europäern entdeckt und erstmals untersucht wurde die Taimyra während der Zweiten Kamtschatkaexpedition in den Jahren 1737 bis 1742. Außerdem gelangten die russischen Polarforscher Semjon Tscheljuskin (um 1700–1764) und Chariton Laptew (1700–1763), die damals eine Reise von der östlichen Chatanga entlang der Küste der Taimyrhalbinsel zur westlichen Pjassina unternahmen, im Frühjahr 1741 an die Taimyramündung; sie erreichten den nördlichsten Punkt der Taimyrhalbinsel (heute als Kap Tscheljuskin bekannt) und beschrieben die Küste der Halbinsel mit der Flussmündung.
Viel später wurde die Taimyra während der Expedition der Russischen Akademie der Wissenschaften (1842–1845), die nach Nord- und Ostsibirien (u. a. Taimyrhalbinsel, Küsten des Ochotskischen Meeres und Amur) führte, durch den deutsch-baltischen Entdecker und Zoologen Alexander Theodor von Middendorff (1815–1894) im Sommer 1843 vom Ursprung bis zur Mündung untersucht und beschrieben.
Die autochthone nenzische, dolganische und zum Teil jakutische Bevölkerung des Gebietes siedelte oder nomadisierte zu Zeiten Laptews und Middendorffs flussabwärts nur bis zu den westlichen und südlichen Ufern des Taimyrsees, da die Vegetationsperiode in den Gebieten nördlich des Sees, entlang der Unteren Taimyra durch das Byrrangagebirge bis zur Meeresküste, zu kurz ist, um deren Rentierherden ausreichend zu ernähren.